# Льюїс Майлстоун
Лью́їс Ма́йлстоун (англ. Lewis Milestone; нар. 30 вересня 1895, Одеса (за іншими даними: Кишинів) — †25 вересня 1980, Лос-Анджелес, США) — кінорежисер Голлівуду (США) — американський кінорежисер, класик американського кінематографа, перший лауреат двох премій Оскар (фільм «Два арабські лицарі», 1927/1928, «На Західному фронті без змін», 1929/1930, 3 номінації: «Титульна сторінка», 1930—1931). 
Ім'я при народженні — Лев Мільштейн.

## Біографія
Навчався в Гентському університеті, Бельгія.
У США (Нью-Йорк) майбутній видатний кінодіяч оселився 1913 року (оскільки публікуються суперечливі дані про місце народження кінорежисера, то вважатимемо, що «найкраще» чинять ті біографи й дослідники творчості Л. Майлстоуна, які пишуть: «народився в Кишиневі, Україна»).
У Першу світову війну Л. Майлстоун служив у американських військах зв'язку (воював у Європі).
У Голлівуді майбутній режисер починав з асистента монтажера, з черги став асистентом режисера, потім — сценаристом. Перша самостійна його режисерська спроба — став фільм «Сім грішників» (1925). У 1927 році його фільм «Два арабські лицарі» був удостоєний премії Американської Кіноакадемії «Оскар».
Л. Майлстоун захоплювався літературою: йому, як ветерану війни, була близькою творчість романіста з так званого «втраченого покоління» Е. Ремарка. Режисер вирішив екранізувати роман «На Західному фронті без змін» (1930) і досяг успіху — понині ця екранізація літературного твору вважається шедевром. Завдяки цьому фільму вдруге завоював премію Американської Кіноакадемії «Оскар», дарма що в нацистській Німеччині фільм «На Західному фронті без змін» був заборонений.
Взагалі, як режисер, Л. Майлстоун пробував себе в різних кіножанрах: комедії, детективі, драмі, воєнному фільмі, ліричному — «Титульний лист» (1931), «Генерал помер на світанку» (1936), «Про мишей та людей» (за новелою Д. Стейнбека) (1939), «Пурпурове серце» (1944), «Дивне кохання Марти Іверз» (1946). Свій талант режисер демонстрував і на телебаченні.
З початком Другої світової війни Л. Майлстоун знову прагнув потрапити на фронт, але йому було відмовлено призовною комісією США.
Після війни режисер повертається до екранізацій літературних творів. Знову улюблений Е. Ремарк, але тепер вже «Тріумфальна арка» і «Знедолені» В. Гюго. Але номінації на «Оскар» (як «найкращий фільм») удостоївся лише фільм «Заколот на Баунті».